# Боб Керрі
Джозеф Роберт «Боб» Керрі (англ. Joseph Robert «Bob» Kerrey; нар. 27 серпня 1943, Лінкольн, Небраска) — американський політик-демократ. Він був губернатором Небраски з 1983 по 1987, представляв штат у Сенаті США з 1989 по 2001. Ректор університету Нова школа (New School University до 2005) з 2001 по 2011.
У 1966 році він закінчив Університет Небраски-Лінкольна. Брав участь у В'єтнамській війні (Морські котики), був поранений і нагороджений Медаллю Пошани, у 1969 він також отримав Бронзову Зірку.
Намагався стати кандидатом у президенти від Демократичної партії на виборах у 1992 році, однак виграв первинні вибори лише у Південній Дакоті.